# Verbin Sutherland
Pour les articles homonymes, voir Sutherland.
Verbin Sutherland (né le 10 novembre 1966 à Saint-Vincent-et-les-Grenadines) est un joueur de football international vincentais, qui évoluait au poste de milieu de terrain.

## Biographie

### En équipe nationale
Verbin Sutherland joue avec l'équipe de Saint-Vincent-et-les-Grenadines entre 1992 et 2000.
Il participe avec cette équipe à la Gold Cup 1996 organisée aux États-Unis. Lors de cette compétition, il joue deux matchs : contre le Mexique, et le Guatemala.
Il dispute également les éliminatoires du mondial 1994, les éliminatoires du mondial 1998, et les éliminatoires du mondial 2002.